# Cebolla caramelizada

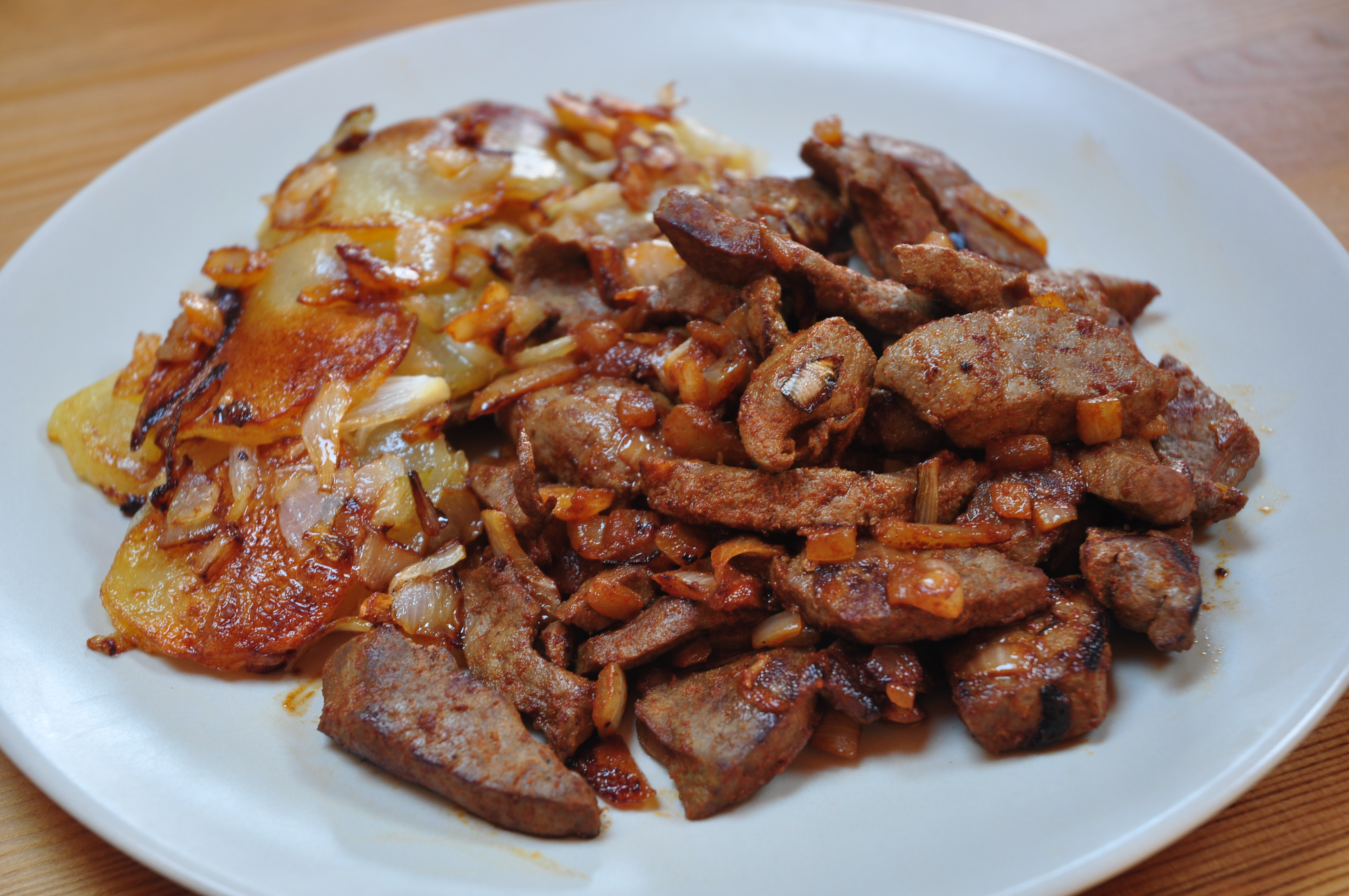
La cebolla caramelizada en el hígado encebollado de la cocina española

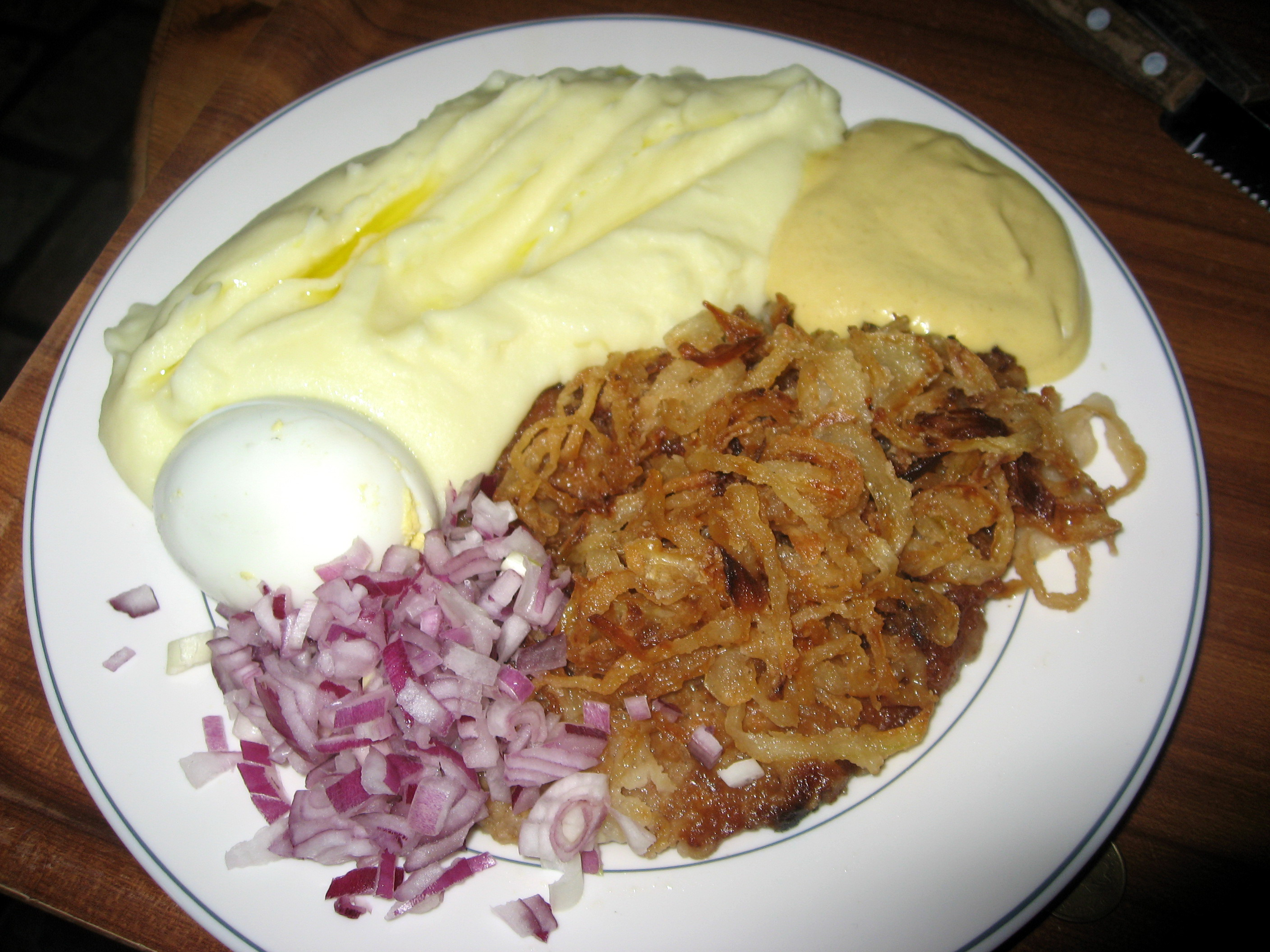
La cebolla caramelizada empleada como complemento de un plato

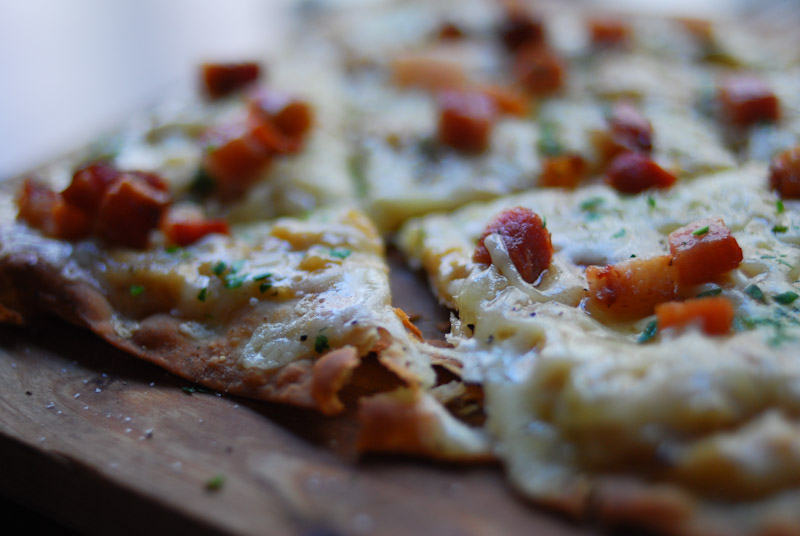
Una tarta salada que emplea cebolla caramelizada

La cebolla caramelizada es una oxidación del azúcar (caramelización) de la cebolla por medios culinarios. Su elaboración requiere de un proceso de unos treinta a cuarenta minutos de lenta cocción mediante salteado en sartén (a veces alcanza una hora). La cebolla contiene azúcares naturales que mediante el lento salteado van logrando poco a poco el color marrón típico de la cebolla caramelizada. Suele emplearse como acompañamiento de otros platos o preparaciones (generalmente cárnicos). Es empleada frecuentemente en la decoración de platos veganos.

## Elaboración
Para la preparación del plato se cortan muchas cebollas en forma de brunoise o juliana y posteriormente se sofríen lentamente en mantequilla o cualquier aceite vegetal (como puede ser el aceite de oliva). Se emplea en su elaboración una sartén ancha para que la cebolla esté en contacto con la superficie caliente de la misma. La mantequilla, o los medios grasos empleados, sirven para favorecer la exudación de los azúcares propios de la cebolla durante el lento salteado. La fuente de calor debe estar intensidad media a alta, y suficiente como para no quemar los pedazos de cebolla durante los tres cuartos de hora que dura el proceso. La lenta aplicación de calor hace que los propios azúcares de la cebolla vayan tomando lentamente colores dorados durante la aplicación del calor. Se deben elegir variedades de cebolla que posean grandes cantidades de azúcar.
Una mala práctica en la elaboración de este plato es la de añadir azúcar, o alimentos que contengan azúcar, con el mero objetivo de acelerar el proceso. Por regla general, en este proceso de añadir azúcares exógenos, se ocultan los sabores y aromas propios de la cebolla. Quedando una masa dulce que nada tiene que ver con las propiedades organolépticas de la cebolla caramelizada por métodos tradicionales.
Algunas variantes de esta técnica culinaria como la cebolla brulee (en francés Onion Brulee) que se tuesta y se emplea para dar color a los caldos. Su técnica difiere de la cebolla caramelizada en que las cebollas se cortan en dos mitades y se asan en el horno hasta que quedan carbonizadas. El proceso, aunque interviene la cebolla en calor, no es igual.

## Usos
Suele emplearse como acompañamiento de platos, proporcionando texturas y sabores contrastados. Generalmente se emplea en tostas que contienen carnes de diversos tipos, en aperitivos de todo tipo, incluso puedes añadir cebolla caramelizada a la tortilla de patatas, dando un toque diferente y original a la receta clásica. En la elaboración de hamburguesas y pizzas (en general los panes planos), como acompañamiento de platos que contienen hígado (como el hígado encebollado de la cocina española), beicon o panceta, en preparaciones de carnes picadas como pueden ser albóndigas, en la decoración de platos de legumbres como lentejas. En la decoración de ciertas ensaladas. En la presentación de ciertos pescados azules, como el bacalao. Dependiendo de las cocinas tiene unos usos u otros, por ejemplo en la cocina francesa se emplea en la elaboración de la popular sopa de cebolla, en la de Siria en la elaboración de la Mujaddara (plato de lentejas). En la cocina marroquí se emplea como acompañamiento de los populares Rghaif.